# Fortaleza de Osowiec

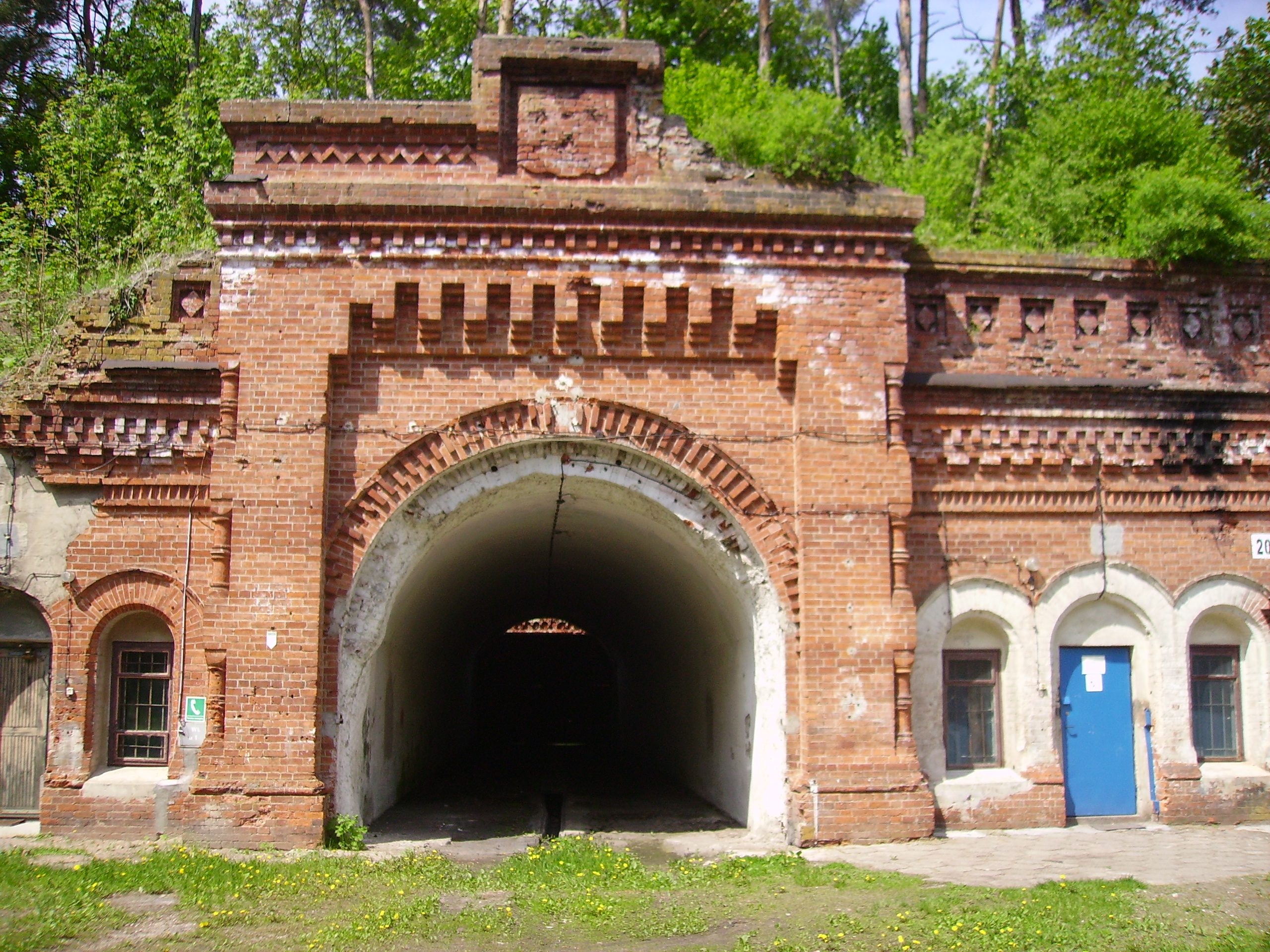
A entrada do Forte I.

A Fortaleza de Osowiec (em alemão: Festung Osowiec, em polonês: Twierdza Osowiec) é uma das maiores fortalezas do século XIX da Polônia. Está localizada na cidade de Osowiec-Twierdza, a 51 km a norte de Białystok. 
Foi renomeada para Novogeorgievsk (Новогеоргиевская крепость) após ser tomada pelos russos em 1887.

## Imagens

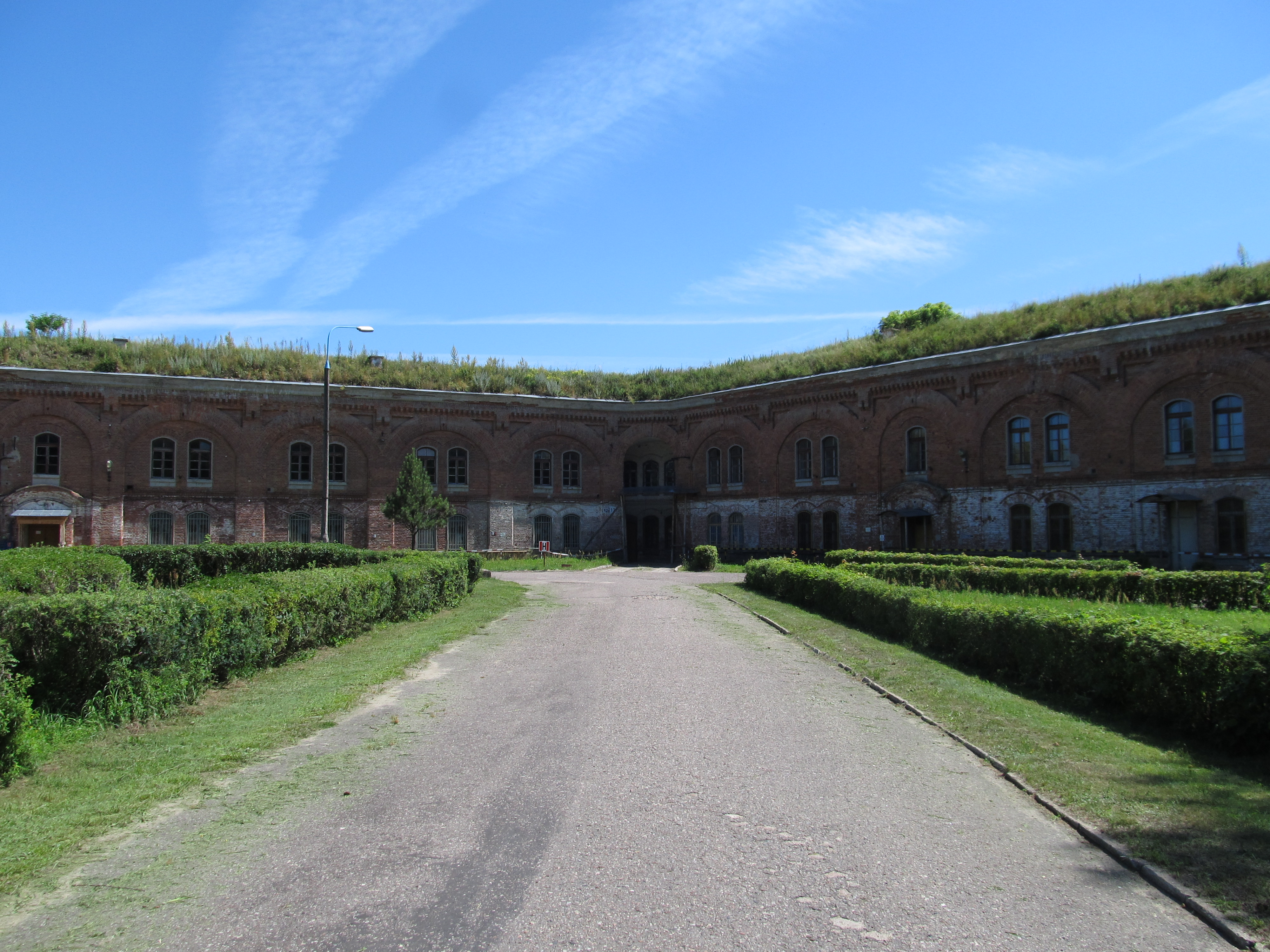
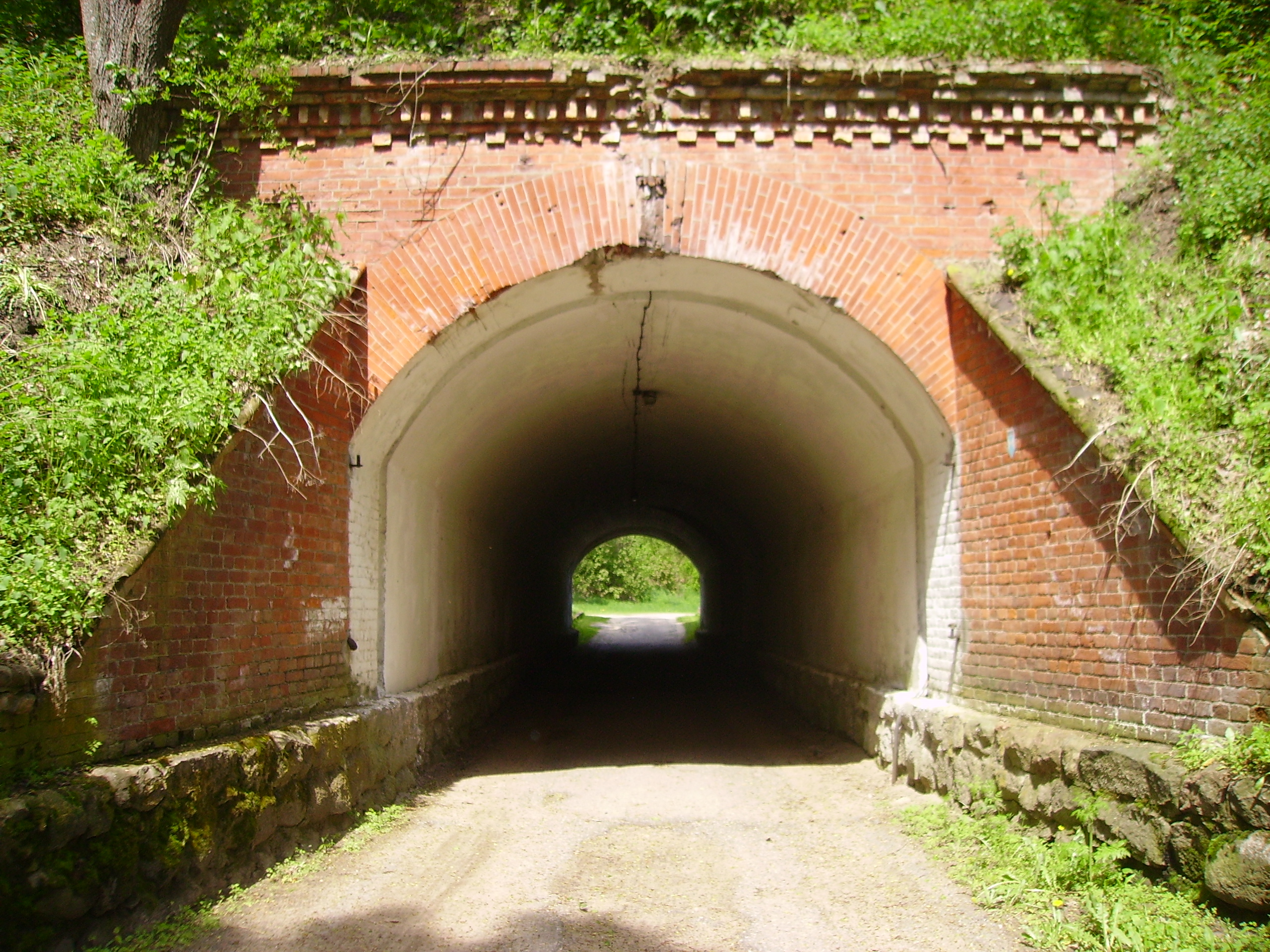
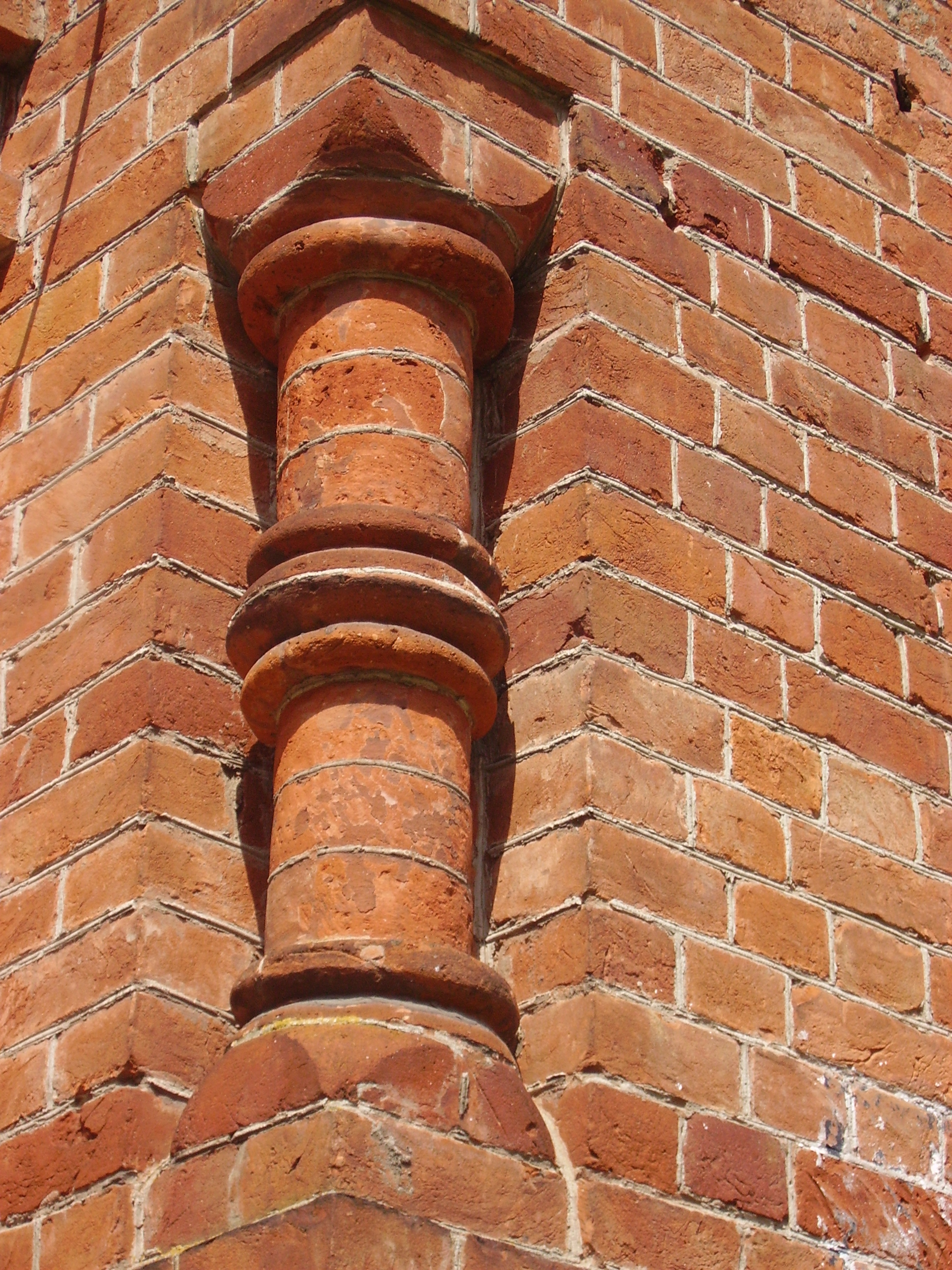
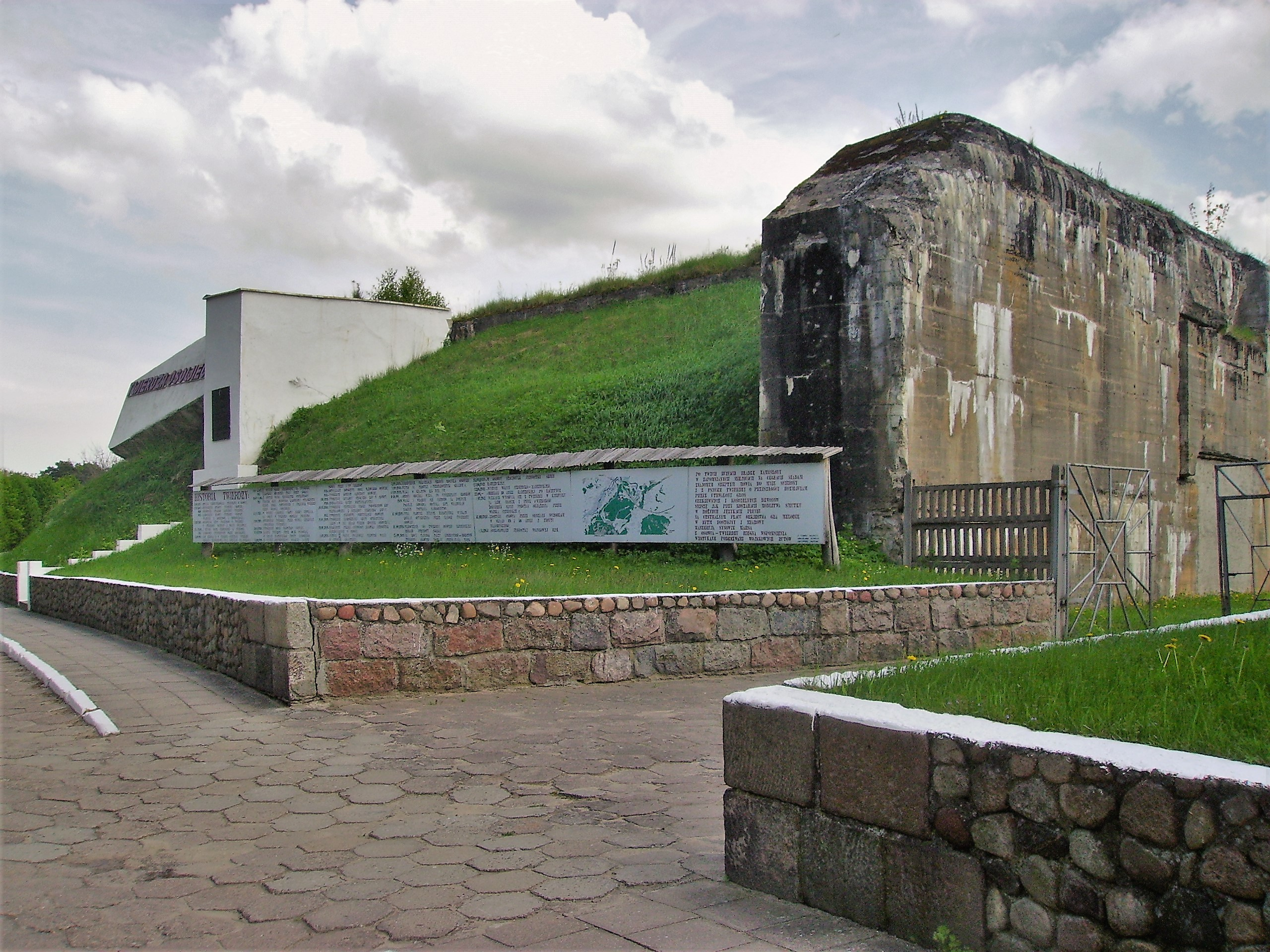
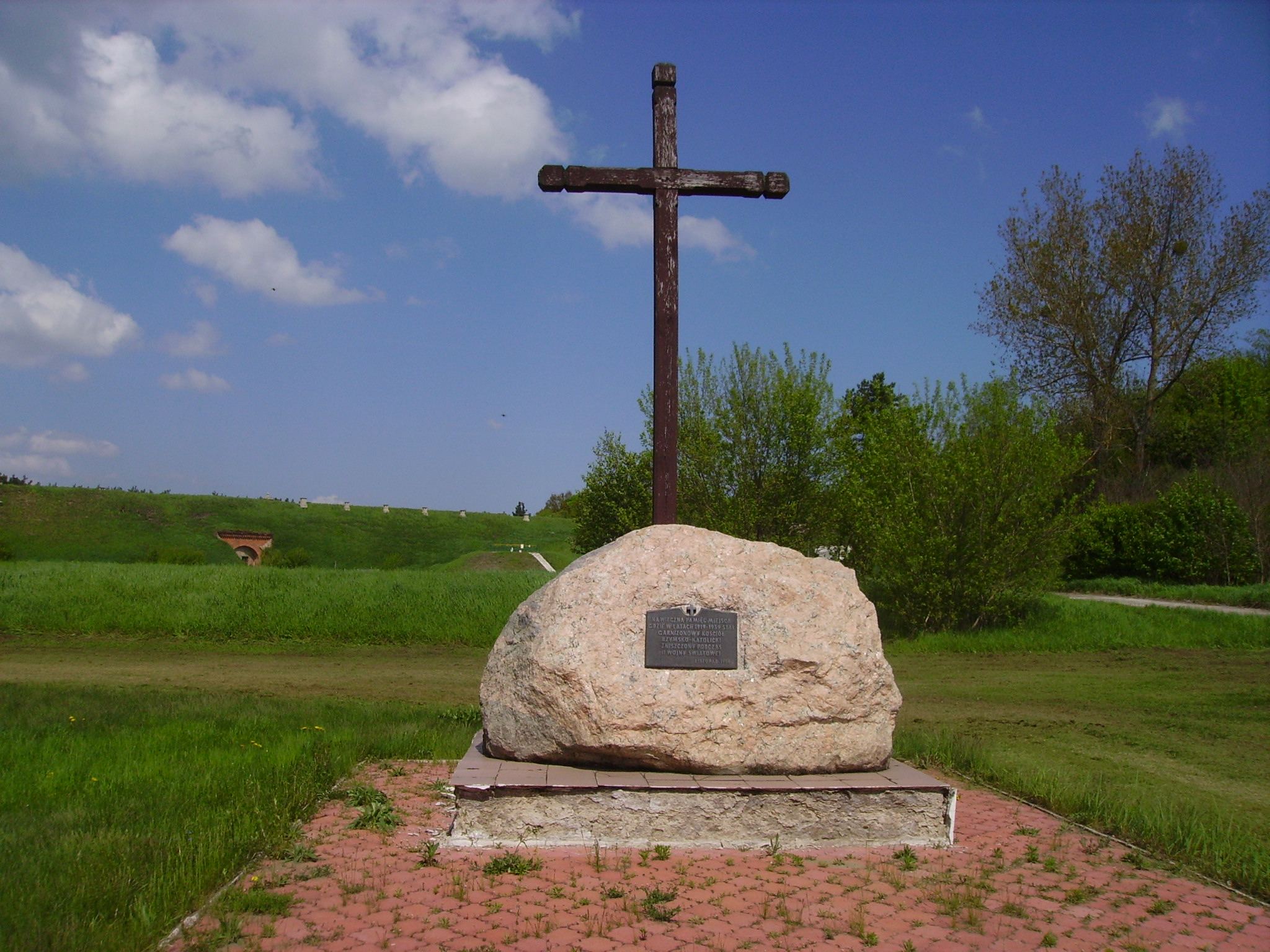
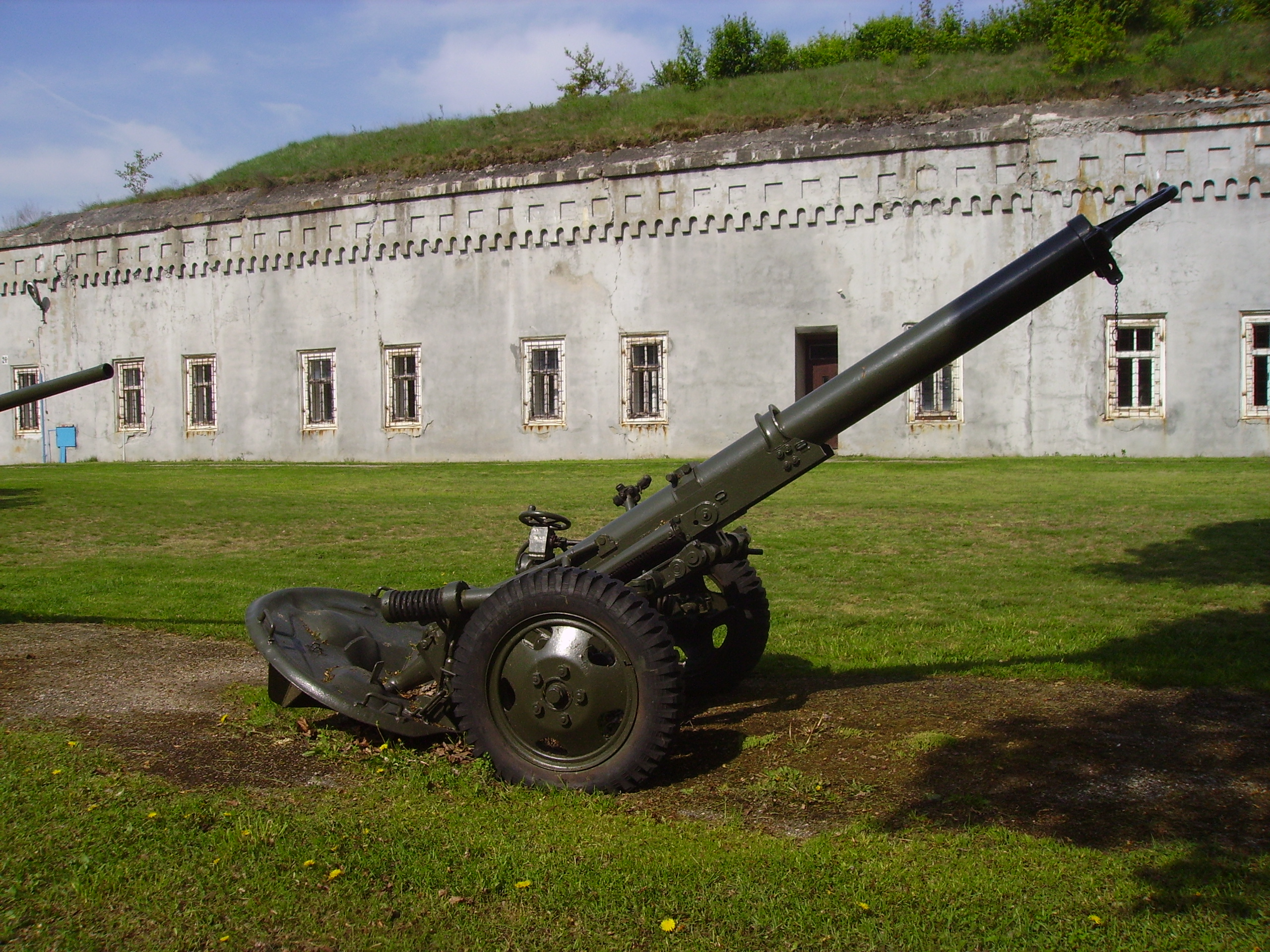